# Manvel (Dakota Północna)
Manvel – miasto w Stanach Zjednoczonych, w stanie Dakota Północna, w hrabstwie Grand Forks.